# Чеснеки де Милвань, Дьюла
Граф Дью́ла Иштван Че́снеки де Ми́львань и Чеснек (фр. Gyula István Cseszneky de Milvány et Csesznek; 28 июня 1914, Надьмайор, Королевство Венгрия (ныне — Словакия), Австро-Венгрия — после 1970, Бразилия) — венгерский поэт, переводчик, политик в годы 2-й мировой войны.

## Биография
Отец Дьюлы — родовитый аристократ Ференц Чеснеки, мать — Мария Ханджак, дочь богатого торговца зерном. После окончания Первой мировой войны большинство семейных поместий были конфискованы сербским правительством. Дьюла рано проявил склонность к литературе и поэзии. Помимо родного венгерского, владел немецким, итальянским и хорватским. Во время учёбы в военной школе в Италии перевёл на венгерский язык несколько поэм Габриэле д’Аннунцио.
В 1940 году в качестве офицера резерва венгерской армии принял участие в ре-аннексии Северной Трансильвании. Награждён Миклошем Хорти памятной медалью за освобождение Трансильвании и медалью за храбрость, получил титул витязя. В 1941 году вошёл в тайный совет номинального короля Хорватии Томислава II, однако ушёл в отставку с этого поста, глубоко разочарованной внутренней политикой усташского режима.
В августе 1943 году был провозглашён, не без влияния своих друзей в Италии и родственников на Балканах, великим воеводой Македонии и регентом Пиндско-Мегленского княжества (итал. Principato del Pindo e Voivodato di Macedonia; под именем «князь Юлий I»), однако никакой реальной власти не имел. Антифашистский кабинет маршала Бадольо оказывал графу всемерную поддержку, будучи заинтересован в успешной эвакуации итальянских контингентов с Балкан. Чеснеки де Милвань, чей род считался печенежским по происхождению, был убеждён, что его подопечные арумыны являются потомками средневековых кочевников-печенегов. В сентябре того же года «Юлий I» был смещён с трона и арестован гестапо, однако вскоре освобождён, благодаря заступничеству генерала Гляйзе фон Хорстенау.
Антисемитизм в целом был чужд Дьюле Чеснеки; одна из его сестёр вышла за еврея. Во время его номинального правления в Македонии местные евреи были в относительной безопасности. Кроме того, он спас жизнь нескольким венгерским и хорватским евреям. Его заслуги были официально признаны в Израиле. Юлий I был в курсе тайных планов Томислава II провести сепаратные переговоры с союзниками. В связи с этим, после падения Хорти он разыскивался гестапо.
Окончание войны граф встретил в Будапеште. Как аристократ и монархист он был объявлен советскими властями врагом рабочего класса и был вынужден эмигрировать. Вместе с Томиславом II отправился в Аргентину, затем переехал в Бразилию.

## Награды
- Орден Витязя